# Matthew Meselson
Matthew Stanley Meselson, född 24 maj 1930, är en amerikansk genetiker och molekylärbiolog , vars undersökningar har varit viktiga för att visa hur DNA replikerar, rekombineras och repareras i celler. På senare år har han varit konsult och aktiv motståndare mot kemiska- och biologiska vapen. Han är gift med den medicinska antropologen och författaren Jeanne Guillemin.

## Utvalada utmärkelser
- 1975: Caltech Distinguished Alumni Award.
- 1995: Genetics Society of America - Thomas Hunt Morgan Medal for lifetime contributions.
- 2002: American Society for Cell Biology’s Public Service Award for Advancing Prevention of Chemical and Biological Weapons.
- 2004: Lasker Award for Special Achievement in Medical Science. Priset hedrar en livstid av lösande av fundamentala biologiska problem.
- 2005: Vald som Honorary Life Member till National Academy of Sciences.
- 2008: Mendel Medal of the UK Genetics Society.